# Föderaler Öffentlicher Dienst Kanzlei des Premierministers
Der Föderale Öffentliche Dienst (FÖD) Kanzlei des Premierministers ist ein belgischer föderaler öffentlicher Dienst, der am 15. Mai 2001 per Königlichem Erlass1 eingerichtet wurde. Er unterstützt den Premierminister bei der Vorbereitung, Koordinierung und Ausführung der Regierungspolitik.  
Der FÖD informiert über die politischen Entscheidungen der Regierung und fördert das Image Belgiens in der Welt.

## Geschichte
Gegründet wurden die „Dienststellen des Premierministers“ im Jahr 1918, als der Titel „Premierminister“ zum ersten Mal im Zusammenhang mit Belgien verwendet wurde. Im Jahr 2001 wurden diese Dienststellen im Rahmen des Kopernikusplanes zur Modernisierung der föderalen Verwaltungsdiensten von einem Föderalen Öffentlichen Dienst (FÖD) übernommen, der zunächst den Namen „FÖD Kanzlei und Allgemeine Dienste“ trug. 2002 wurde der Name in „FÖD Kanzlei des Premierministers“ geändert.
Seit 2024 ist die Vorsitzende des Direktionsausschusses Arlin Bagdat.
Die Nummer 16 der Rue de la Loi ist seit 1944 offizieller Sitz der belgischen Regierung und damit das Epizentrum der belgischen Politik: Das Gebäude beherbergt nicht nur das Strategiebüro (das Kabinett) und die Verwaltungsdienste (der FÖD Kanzlei) des Premierministers, sondern hier finden auch die wöchentlichen Sitzungen des Ministerrates und die Pressekonferenzen der Föderalregierung statt.

## Aufgaben

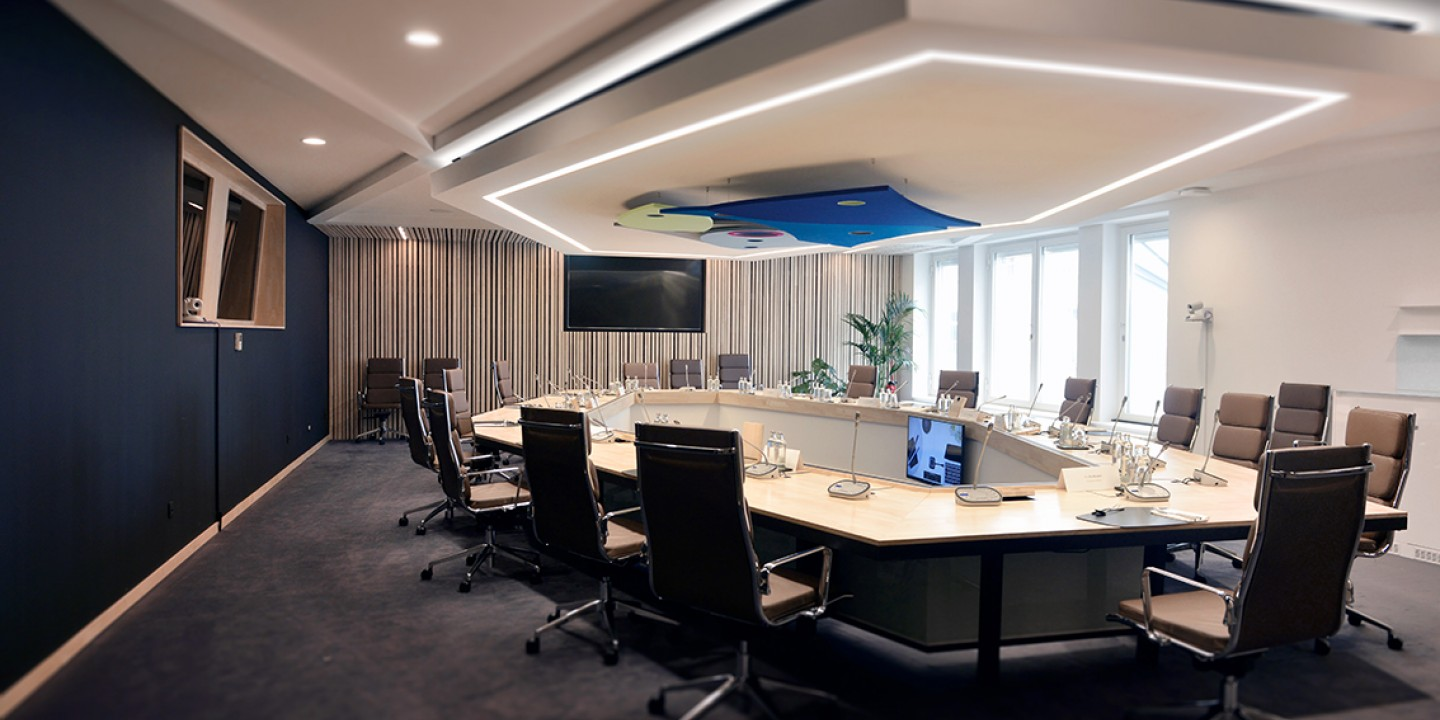
Der Sitzungssaal des Ministerrates, der sogenannte Marie Popelin-Saal

Der FÖD Kanzlei des Premierministers hat die die folgenden Aufgaben:
- Verwaltung der administrativen und logistischen Aufgaben in Zusammenhang mit der Vor- und Nachbereitung von Sitzungen des Ministerrates
- Unterstützung des Premierministers bei der Koordinierung und Integration der Politik auf föderaler und interföderaler Ebene sowie bei seinen Aufgaben als Mitglied des Europäischen Rates
- Betreuung der Kommunikation des Premierministers, der Föderalregierung und der föderalen Institutionen, um die Bürger zu informieren und die Entscheidungen und Maßnahmen der Behörden über verschiedene interaktive Kanäle an Bürger, Journalisten, Verbände und Unternehmen zu kommunizieren
- Stärkung des positiven Images Belgiens anhand von Kommunikationsmaßnahmen, die in enger Abstimmung und Zusammenarbeit mit den belgischen, europäischen und internationalen Partnern durchgeführt werden
- Betreuung der drei folgenden föderalen Kultureinrichtungen: das Brüsseler Königliche Münztheater (Opernhaus La Monnaie/De Munt), der Brüsseler Palast der Schönen Künste (Palais des Beaux-Arts de Bruxelles) und das Nationalorchester von Belgien
- Administrative und logistische Unterstützung für die folgenden FÖD-Abteilungen: das Föderale Institut für Nachhaltige Entwicklung (FINE), das Zentrum für Cybersicherheit Belgien (ZCB), die ständige nationale Kulturpaktkommission und der Auditausschuss der Föderalbehörde (AAFB)
- Planung von Krediten und Projekten im Rahmen der „Politik des Sitzes“, bei der der Föderalstaat als Gastgeberland („Sitz“) für internationale Organisationen fungiert

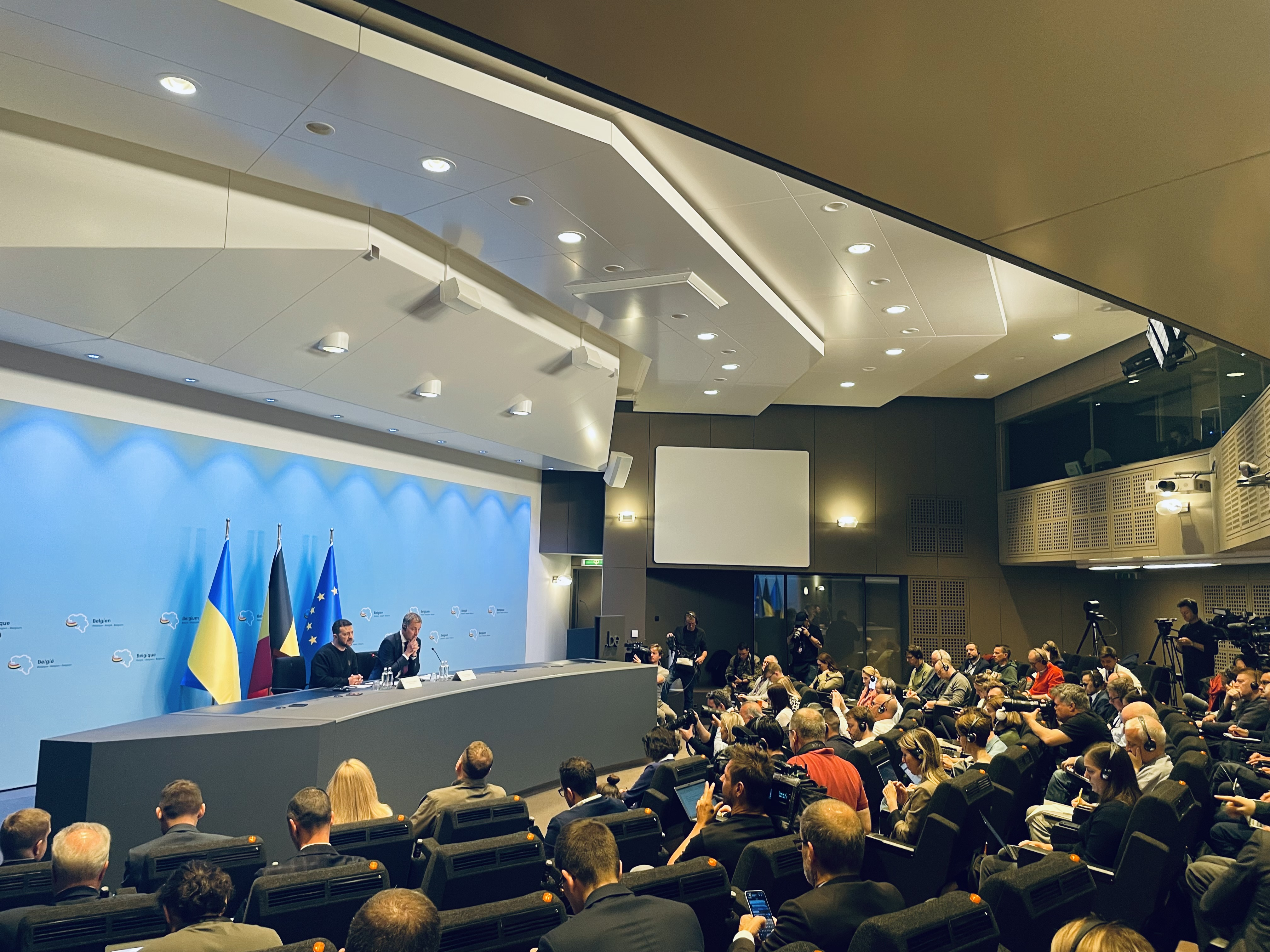
Der Presseraum während des Besuchs des ukrainischen Präsidenten Volodymyr Zelensky im Mai 2024

In diesem Zusammenhang erbringt der FÖD auch zahlreiche Dienstleistungen für andere föderale Institutionen und die Föderalregierung, wie z. B. die Verwaltung von Informationskampagnen, bereichsübergreifende IT-Unterstützung, die Registrierung von Domainnamen, die Bereitstellung einer Plattform zur Verbreitung von Pressemitteilungen, die Organisation von protokollarischen Veranstaltungen und Zeremonien, die Koordinierung des öffentlichen Beschaffungsrechts oder die Bereitstellung von Konferenzräumen und Einrichtungen im Résidence Palace – Internationales Pressezentrum sowie im Schloss Val Duchesse.

## Aufbau
Der FÖD Kanzlei umfasst zwei operative Generaldirektionen (GD): die GD Sekretariate und Koordinierung und die GD Externe Kommunikation. Darüber hinaus verfügt er über verschiedene Unterstützungsdienste: IKT; Übersetzungsdienst; Personal und Organisation; Haushalt- und Geschäftsführungskontrolle; und Sekretariat und Logistik. Diese unterstützen auch die FÖD-Abteilungen, die föderalen Kultureinrichtungen und die Politik des Sitzes.